# 塩倉橋駅
塩倉橋駅（えんそうきょうえき）は、中華人民共和国江蘇省南京市鼓楼区中山北路と南祖師庵の交差点にある、南京地下鉄5号線の駅である。

## 駅名
事業着手当初は南京地下鉄集団は「塩倉橋駅」の仮称を用いており、2019年月日に「塩倉橋駅」を駅名として第一次公示された 、2020年1月15日に駅名が「塩倉橋駅」に決定したことが発表された。

## 隣の駅
南京地下鉄
■5号線
下関- 塩倉橋駅 - 福建路駅